# BOhisto
Das Projekt BOhisto, im vollen Wortlaut BOhisto: Bozen-Bolzano’s History Online, bietet auf seiner Internetseite die spätmittelalterlichen und frühneuzeitlichen Ratsprotokolle der Stadt Bozen in digitalisierter Form zur kostenlosen Betrachtung und wissenschaftlichen Weiternutzung an. 
Es umfasst die integralen digitalen Reproduktionen von über 200 Handschriften des Stadtarchivs Bozen aus den Jahren 1470 bis 1805 (Signaturengruppen Hss. 1–130 und 138–140) mit ungefähr 78.000 Digitalisaten. Das Projekt der historischen Grundlagenforschung wurde 2013 vom Historiker Hannes Obermair ins Leben gerufen und basiert in technischer Hinsicht auf dem Dokumentenmanagementsystem der Bozner Firma Alpin. BOhisto ist explizit um den barrierefreien Zugang zum Südtiroler Kulturgut als Teil der europäischen Geschichtskultur im Sinne einer Open Data Policy und entsprechend den Empfehlungen der Berliner Erklärung bemüht.
Das Onlineangebot BOhisto wurde von der Universität Pisa als „Good-Practice-Beispiel im Archivbereich“ anerkannt. Seit 2015 ist BOhisto dank seines Open-Data-Ansatzes in das europäische Forschungsprogramm Transkribus aufgenommen, innerhalb dessen mehrere europäische Universitäten die automatisierte Texterkennung für Handschriften entwickeln.